# Sächsische Staatsbank

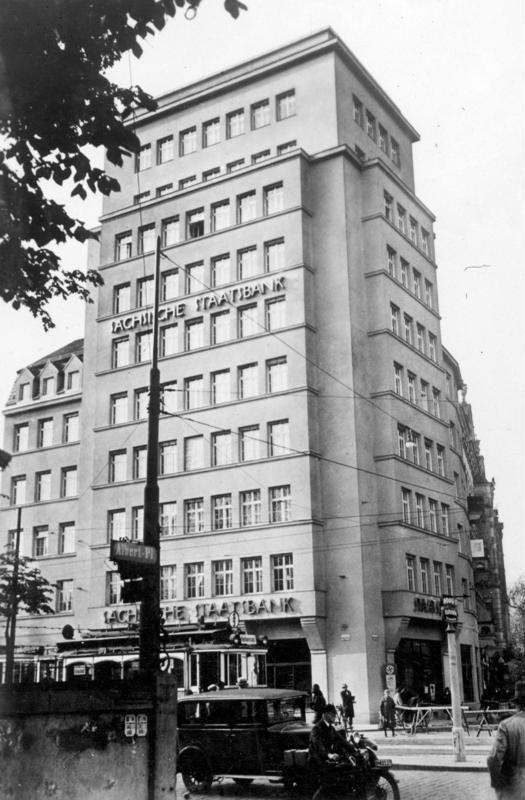
Hochhaus am Albertplatz, Niederlassung der Sächsischen Staatsbank um 1930

Die Sächsische Staatsbank war von 1919 bis 1945 eine staatliche Bank im Freistaat Sachsen.

## Geschichte
Die Bank wurde am 17. Oktober 1919 gegründet. Sie ging aus der Sächsischen Lotteriedarlehenskasse hervor, die seit 1862 in Leipzig bestand und deren Aufgabe es war, die bis zur Ziehung der 5. Klasse der Sächsischen Landeslotterie angesammelten Gelder sowie die überschüssigen Gelder der Sächsischen Landeshauptkasse gegen Verpfändung von Wertpapieren verzinslich auszuleihen. Im September 1917 hatte die Lotteriedarlehenskasse bereits alle Bankgeschäfte aufgenommen. 
Die Leitung der Staatsbank übernahm Carl Degenhardt. Am 1. Oktober 1920 wurde der Sitz von Leipzig nach Dresden verlegt. Nach der Verabschiedung des Staatsbankgesetzes am 21. Juni 1921 durch den Sächsischen Landtag wurde die Geschäftstätigkeit ausgeweitet. Die Staatsbank wurde eine juristische Person des öffentlichen Rechts mit einem Eigenkapital von 50 Millionen Mark. Der sächsische Staat übernahm für alle Verbindlichkeiten der Bank die selbstschuldnerische Haftung. Die Geschäftstätigkeit umfasste ab nun alle Zweige des Bank- und Kreditgeschäfts. Die Staatsbank sollte vor allem als Bank für den sächsischen Mittelstand dienen. 
Neben den bereits existierenden Niederlassungen in Dresden und Leipzig wurden Filialen in Chemnitz, Bad Elster und Aue gegründet. Die Staatsbank beteiligte sich an zahlreichen kleineren regionalen und lokalen Aktien- und Privatbanken, vor allem in Sachsen. 
Während der Inflation 1923 gab die Sächsische Staatsbank eigenes Notgeld heraus. Bei der Aufstellung der Goldmarkeröffnungsbilanz rangierte die Sächsische Staatsbank mit einem Nominalkapital von 16,3 Millionen Goldmark direkt hinter der in Leipzig ansässigen Allgemeinen Deutschen Credit-Anstalt (ADCA).
Die Sächsische Staatsbank beteiligte sich an den in der Aktiengesellschaft Sächsische Werke
zusammengefassten staatlichen Braun-, Steinkohlen- und Elektrizitätsunternehmen und verlieh insbesondere an kleine und mittelständische Unternehmen Kredite. 
Mit Beginn der Weltwirtschaftskrise musste auch die Sächsische Staatsbank Änderungen in ihrer Geschäftspolitik vornehmen. Für Ausfälle durch Zahlungsschwierigkeiten des Karstadt-Konzerns und der Vera-Film AG musste der sächsische Steuerzahler aufkommen. Am 28. Juli 1931 wurde die Staatsbank mit der durch die Kreditkrise in Not geratenen ADCA zusammengeschlossen. Nachdem sich eine Sanierung aufgrund ständig steigender Verluste als undurchführbar erwies, wurde die Fusion am 16. April 1932 rückgängig gemacht. 
Die Staatsbank hatte einen bedeutenden Anteil an der Rettung der sächsischen Automobilindustrie durch die Gründung der Auto Union AG im Jahr 1932.
Im Zuge der nationalsozialistischen „Machtergreifung“ geriet die Führung der Staatsbank in die Schusslinie des sächsischen NSDAP-Gauleiters und Reichsstatthalters Martin Mutschmann, der den Staatsbankpräsidenten Carl Degenhardt am 27. Mai 1933 wegen angeblich verantwortungsloser Kreditvergabe in Schutzhaft nehmen ließ. Auch andere sächsische Staatsbankbeamte und Bankiers wurden verhaftet. Erst nachdem Degenhardt eine Erklärung über den Verzicht auf seine Stellung als Präsident der Staatsbank unterzeichnet hatte, wurde er am 24. Juni 1933 wieder aus der Haft entlassen.  Zum neuen Präsidenten wurde Kurt Nebelung ernannt, der bis 1945 amtierte.
Zum Jahresbeginn 1937 übernahm die mehrheitlich der Staatsbank gehörende Sächsische Bank zu Dresden, die bereits zwei Jahre zuvor ihre Stellung als Privatnotenbank verloren hatte und dadurch in Schieflage geraten war, als „Sachsenbank“ das Privatkundengeschäft der Staatsbank und deren Niederlassungen. 
Am 26. April 1945 gab die Sächsische Staatsbank aufgrund einer Verordnung des Reichstatthalters Mutschmann noch Notgeld im Wert von 5, 20 und 50 Reichsmark heraus, das auch noch einige Zeit nach Kriegsende in Umlauf war.
Nach 1945 wurde die Sächsische Staatsbank von der Sächsischen Landesbank abgewickelt. Deren Präsident war von August 1945 bis März 1946 erneut Carl Degenhardt.

## Architektur
Der Hauptsitz und Filialen der Sächsischen Staatsbank in Dresden befanden sich in architektonisch bedeutenden Bauwerken wie dem Saulschen Haus, dem Ständehaus und dem Hochhaus am Albertplatz. 